# January Roman
January Roman (ur. 5 września 1936, zm. 30 czerwca 1993) – magister inżynier, absolwent wydziału MEiL. Pilot samolotowy I klasy i szybowcowy pilot doświadczalny I klasy. Był pilotem doświadczalnym w Szybowcowym Zakładzie Doświadczalnym w Bielsku-Białej.
Pilotem samolotowym był od 1953 roku, szybowcowym od 1955.
Studia na Wydziale Lotniczym Politechniki Warszawskiej rozpoczął w 1954 roku, dyplom magistra inżyniera uzyskał w roku 1961.
Początkowo pracował w biurze konstrukcyjnym przy szybowcach „Pirat” i „Kormoran”. Brał udział w samolotowym lataniu rajdowo-nawigacyjnym.
Stanowisko pilota doświadczalnego objął po tragicznie zmarłym mgr inż. Stanisławie Skrzydlewskim w grudniu 1966 r. Uprawnienia pilota doświadczalnego I klasy uzyskał w 1975 roku. W czasie swojej pracy wykonał jeden skok ratowniczy podczas oblotu szybowca SZD-38 Jantar1.
Dokonał pierwszego oblotu następujących konstrukcji: Bekas, Ogar, Jantar Std 2, Junior, J-2, J-5 Marco, PW-2 Gapa, SZD-55, Puchatek, Jantar Acro, Swift S-1, PW-3 Bakcyl, PW-4 Pelikan, PW-5 Smyk, EOL-2.
W ostatnim okresie swojej pracy zawodowej łączył pracę pilota doświadczalnego ze stanowiskiem z-cy dyrektora ds. technicznych w SZD Bielsko-Biała. 
Zginął śmiercią lotnika podczas lotu doświadczalnego na motoszybowcu EOL-2 podczas próby awaryjnego lądowania. Jest pochowany w Jaworzu koło Bielska-Białej.